# Franz Josef Strauß

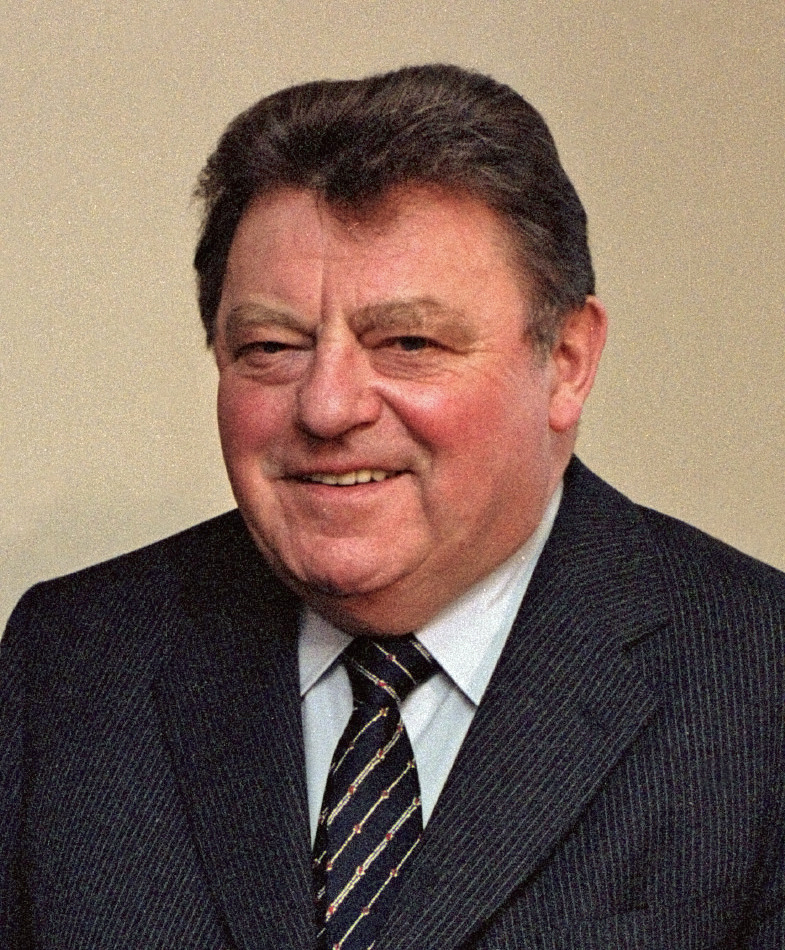
Franz Josef Strauß (1982)

Franz Josef Strauß (* 6. September 1915 in München; † 3. Oktober 1988 in Regensburg) war ein deutscher Politiker (CSU). Er war von 1961 bis 1988 Vorsitzender der CSU sowie von 1978 bis 1988 Ministerpräsident von Bayern.
Strauß war unter Konrad Adenauer Bundesminister für besondere Aufgaben (1953–1955), für Atomfragen (1955–1956) und der Verteidigung (1956–1962). Er trat am 30. November 1962 wegen der Spiegel-Affäre zurück. In der Großen Koalition unter Kurt Georg Kiesinger war Strauß Bundesminister der Finanzen im Kabinett Kiesinger (1. Dezember 1966 bis 22. Oktober 1969). Er wurde nach der Landtagswahl in Bayern 1978 erstmals bayerischer Ministerpräsident und blieb es nach den Wahlen 1982 und 1986 bis zu seinem Tod. Bei der Bundestagswahl 1980 scheiterte er als Kanzlerkandidat der Unionsparteien gegen den Amtsinhaber Helmut Schmidt (SPD). Strauß unterhielt enge Verbindungen zur Industrie und war einer der Hauptinitiatoren bei der Gründung des Unternehmens Airbus.

## Herkunft und Schulzeit

### Familie
Strauß wurde als Sohn des Metzgers Franz Josef Strauß (1875–1949) und dessen Frau Walburga, geb. Schießl (1877–1962), in München geboren. Sein Vater stammte aus Kemmathen (seit 1971 zu Arberg/Mittelfranken), die Mutter aus Unterwendling (seit 1978 Ortsteil von Kelheim/Niederbayern). Sein Geburtshaus war in der Schellingstraße 49 im Münchener Stadtteil Maxvorstadt, wo die Familie ab 1904 wohnte. Der Vater betrieb dort eine Metzgerei. Das Ehepaar hatte neben Franz Josef noch eine Tochter namens Maria. Die Familie Strauß war streng katholisch, monarchistisch und antipreußisch eingestellt. Franz Josef Strauß Senior war langjähriges Mitglied der Bayerischen Volkspartei. Die Familie befürwortete die Trennung Bayerns vom Deutschen Reich, wie die Bayerische Volkspartei sie zeitweise forderte.

### Geburt und Kindheit
Franz Josef Strauß wurde am 6. September 1915 in München geboren. Er wurde sechs Tage nach seiner Geburt als Franz Joseph Strauß in das Geburtenregister eingetragen und am 12. Oktober 1915 in der Ludwigskirche getauft. Während seiner Kindheit, als Student und während der Militärzeit wurde er nur bei seinem ersten Vornamen „Franz“ gerufen. Erst nach dem Tod seines Vaters nutzte er allmählich beide Vornamen. Auf Rat eines Benediktinerpaters wechselte Strauß von der Volksschule an der Amalienstraße auf die Gisela-Realschule. Der Universitätsprofessor Johannes Zellinger sorgte dafür, dass er später auf das humanistische Maximiliansgymnasium wechselte.

### Schulzeit und Studium
Nachdem er im März 1935 am Maximiliansgymnasium in München das bayernweit beste Abitur abgelegt hatte, begann Strauß als Stipendiat der Stiftung Maximilianeum ein Lehramtsstudium der Altphilologie, Geschichte, Staatswissenschaften und Germanistik an der Ludwig-Maximilians-Universität München. 
Zuvor war seine Immatrikulation abgelehnt worden, weil er keiner nationalsozialistischen Organisation angehörte; nach einer Beschwerde seines ehemaligen Tutors und Lehrers wurde er doch zugelassen. Später trat er der katholischen Münchner Studentenverbindung KDStV Tuiskonia München im CV bei. Strauß wurde Mitglied des Nationalsozialistischen Deutschen Studentenbunds (NSDStB). In seiner Freizeit ging Strauß dem Radsport nach und wurde 1937 auf Anraten des Professors Franz Dirlmeier Mitglied des Nationalsozialistischen Kraftfahrerkorps (NSKK) sowie Referent beim NSKK-Sturm 23/M 86 in München. Er hatte dort die Funktion eines Rottenführers inne. Im Juli 1939 trat er aus dem NSKK aus. Diese Mitgliedschaft wurde von der Spruchkammer in Schongau zwar als belastend eingestuft, jedoch gleichzeitig „als zwangsbedingt, um eine Nichtzulassung zum Examen zu vermeiden“. Sie wurde als nominelle Mitgliedschaft gewertet, die weder propagandistisch noch aktiv ausgeübt wurde.

## Zweiter Weltkrieg
Strauß wurde vor dem Zweiten Weltkrieg wegen seines Studiums zweimal zurückgestellt, am 31. August 1939 (dem Tag vor Beginn des Überfalls auf Polen) von der Wehrmacht nach Landsberg am Lech eingezogen und später zur II. Abteilung des Artillerieregiments 43 in der Nähe von Trier versetzt. Die Dissertation über Pompeius Trogus, mit der er bei dem Althistoriker Walter Otto promoviert werden wollte, blieb wegen seines Wehrdienstes unvollendet.
Im März 1940 wurde er beurlaubt, um das erste Staatsexamen abzulegen, das er mit den besten Noten bestand. Der Neuzeithistoriker Karl Alexander von Müller gab ihm für seine Leistungen eine 0,5. Nach seiner Rückkehr zur Truppe wurde seine Einheit am 1. Mai zum Westfeldzug nach Frankreich verlegt. Nach dem Waffenstillstand von Compiègne (22. Juni 1940) gehörte Strauß zu den Besatzungstruppen und war zunächst an der Kanalküste, später im besetzten Belgien stationiert. Er wurde am 1. November 1940 zum Unteroffizier befördert und gleichzeitig erneut beurlaubt.
Am Theresien-Gymnasium München konnte er durch ein verkürztes Referendariat seine Ausbildung fortsetzen und am 1. April 1941 mit erneut besten Noten das zweite Staatsexamen für das Lehramt an Gymnasien ablegen. Parallel zum schulischen Referendariat war Strauß als Assistent am Altphilologischen und am Althistorischen Seminar der Ludwig-Maximilians-Universität München tätig.
Am 14. April 1941 wurde er erneut zur Wehrmacht einberufen und nahm ab dem 22. Juni 1941 am Krieg gegen die Sowjetunion teil. Am 30. Juni war er in Lemberg Zeuge, als die Deutschen zahlreiche Leichen vom sowjetischen Geheimdienst NKWD ermordeter Gefangener auffanden. Strauß schrieb später in seinen Lebenserinnerungen, er sei als Wehrmachtsoldat mehrfach Zeuge deutscher Massaker an Juden im Osten geworden. Diese Kriegserlebnisse hätten ihn nach eigener Aussage tief geprägt.
Von September 1941 bis Februar 1942 wurde er zum Offizier ausgebildet, im März 1942 als Leutnant der Reserve der Heeresflak zugeteilt und in der Ukraine, auf der Krim sowie vor Stalingrad eingesetzt. Dort erlitt er Erfrierungen an beiden Füßen, weshalb er vor dem Untergang der 6. Armee ins Reich zurückverlegt wurde. Nach einem weiteren Lehrgang von Januar bis Mai 1943 in Stolpmünde wurde er Ausbildungsoffizier, Abteilungsadjutant und Offizier für wehrgeistige Führung bei der Flakartillerieschule Altenstadt bei Schongau.
Schon während seiner Militärzeit wurde Strauß am 8. April 1942 mit Wirkung zum 1. Mai zum außerplanmäßigen Beamten ernannt. Am 20. April 1943 erfolgte die Ernennung zum Studienrat an der Oberschule für Jungen an der Damenstiftstraße in München. Vorarbeiten für eine von ihm begonnene Dissertation verbrannten 1944 bei einem der Luftangriffe auf München.
Nachdem er am 1. Juni 1944 zum Oberleutnant befördert worden war, wurde er im selben Jahr Chef der Stabsbatterie an der Flak-Artillerie-Schule IV, die in der Kaserne in Altenstadt stationiert war, die heute seinen Namen trägt.

## Politische Karriere

### Nachkriegszeit
Bei Kriegsende geriet Strauß zunächst in Kriegsgefangenschaft; er wurde schnell (noch 1945) als politisch unbelastet eingestuft. Ein deutschstämmiger US-Soldat zog ihn wegen seiner Englischkenntnisse zur Unterstützung bei Übersetzungen heran. Von der amerikanischen Besatzungsmacht wurde er dann zum stellvertretenden Landrat des Landkreises Schongau bestellt.
1946 war er Mitbegründer des Kreisverbandes der CSU Schongau und wurde zum Landrat von Schongau gewählt. Ab 1948 war Strauß Mitglied im Wirtschaftsrat des Vereinigten Wirtschaftsgebietes in Frankfurt am Main; 1949 wurde er von Hans Ehard zum ersten Generalsekretär der CSU ernannt. Strauß suchte neben seiner Parteikarriere auch Führungsaufgaben in der überparteilichen Europa-Union Deutschland (EUD). Er unterlag am 2. Mai 1954 dem CDU-Bundestagsabgeordneten Paul Leverkuehn (1893–1960) in einer Kampfabstimmung zur Wahl des EUD-Präsidenten.

### Mitglied des Deutschen Bundestages
Strauß kandidierte 1949, 1953, 1957, 1961, 1965, 1969, 1972 und 1976 im Bundestagswahlkreis Weilheim in Oberbayern, gewann jedes Mal und zog als direkt gewählter Abgeordneter in den ersten, zweiten, dritten, vierten, fünften, sechsten, siebten und achten Bundestag ein. Er schied am 29. November 1978 aus dem Deutschen Bundestag aus.
Nach der Bundestagswahl am 25. Januar 1987 war er kurzzeitig (bis zum 19. März 1987) erneut Mitglied des Bundestages.
Von 1949 bis zu seinem Amtsantritt als Bundesminister im Kabinett Adenauer II (20. Oktober 1953 bis 15. Oktober 1957) war er Vorsitzender der CSU-Landesgruppe und einer der stellvertretenden Fraktionsvorsitzenden der CDU/CSU-Fraktion.
In der ersten Legislaturperiode (1949–1953) war Strauß Vorsitzender des Bundestagsausschusses für Jugendfürsorge und ab dem 19. Juli 1952 des Ausschusses für Fragen der europäischen Sicherheit. Er war der damals jüngste Ausschussvorsitzende im Deutschen Bundestag.
Strauß zählte im Jahr 1952 zu einer Gruppe von 34 Abgeordneten der CDU/CSU-Fraktion (darunter Theodor Blank, Heinrich von Brentano, Richard Jaeger, Kurt Georg Kiesinger, Heinrich Krone, Paul Lücke, Gerhard Schröder und Franz-Josef Wuermeling), die einen Gesetzentwurf zur Einführung des relativen Mehrheitswahlrechts in den Deutschen Bundestag einbrachten und damit den Bestand der damaligen Koalition (Union, FDP und Deutsche Partei) gefährdeten.
Strauß gehörte neben Ludwig Erhard, Hermann Götz, Gerhard Schröder (alle CDU), Richard Jaeger, Richard Stücklen (beide CSU), Erich Mende (FDP, später CDU), Erwin Lange, R. Martin Schmidt und Herbert Wehner (alle SPD) zu den zehn Abgeordneten, die ab der ersten Bundestagswahl 1949 25 Jahre lang ununterbrochen dem Parlament angehörten. In der elften Legislaturperiode war er nach Willy Brandt (SPD) und Herbert Czaja (CDU) der drittälteste Abgeordnete.
Neben seiner Mitgliedschaft im Deutschen Bundestag war Strauß von 1952 bis 1956 auch Mitglied des Europäischen Parlaments.
Strauß war ein begabter und schlagfertiger Redner: Seine Debattenbeiträge im Deutschen Bundestag und im Bayerischen Landtag waren berühmt, aber auch berüchtigt. 
Legendär waren seine Rededuelle im Bundestag mit Herbert Wehner, der von Oktober 1969 bis März 1983 SPD-Fraktionsvorsitzender war. 
Strauß baute nach 1953 den Politischen Aschermittwoch in Vilshofen (seit 1975 in Passau) mit spektakulären Inszenierungen und mehrstündigen frei gehaltenen Reden zu einer zentralen Parteiveranstaltung der CSU mit bundesweiter Resonanz aus.

#### Kolumnist der ZeitschriftStern
1964 und 1965 schrieb Strauß Kolumnen für den Stern. Dessen Herausgeber Henri Nannen fragte rhetorisch in seinem Vorspann: „Soll man Strauß totschweigen?“

#### Eureco Büro für Wirtschaftsberatung

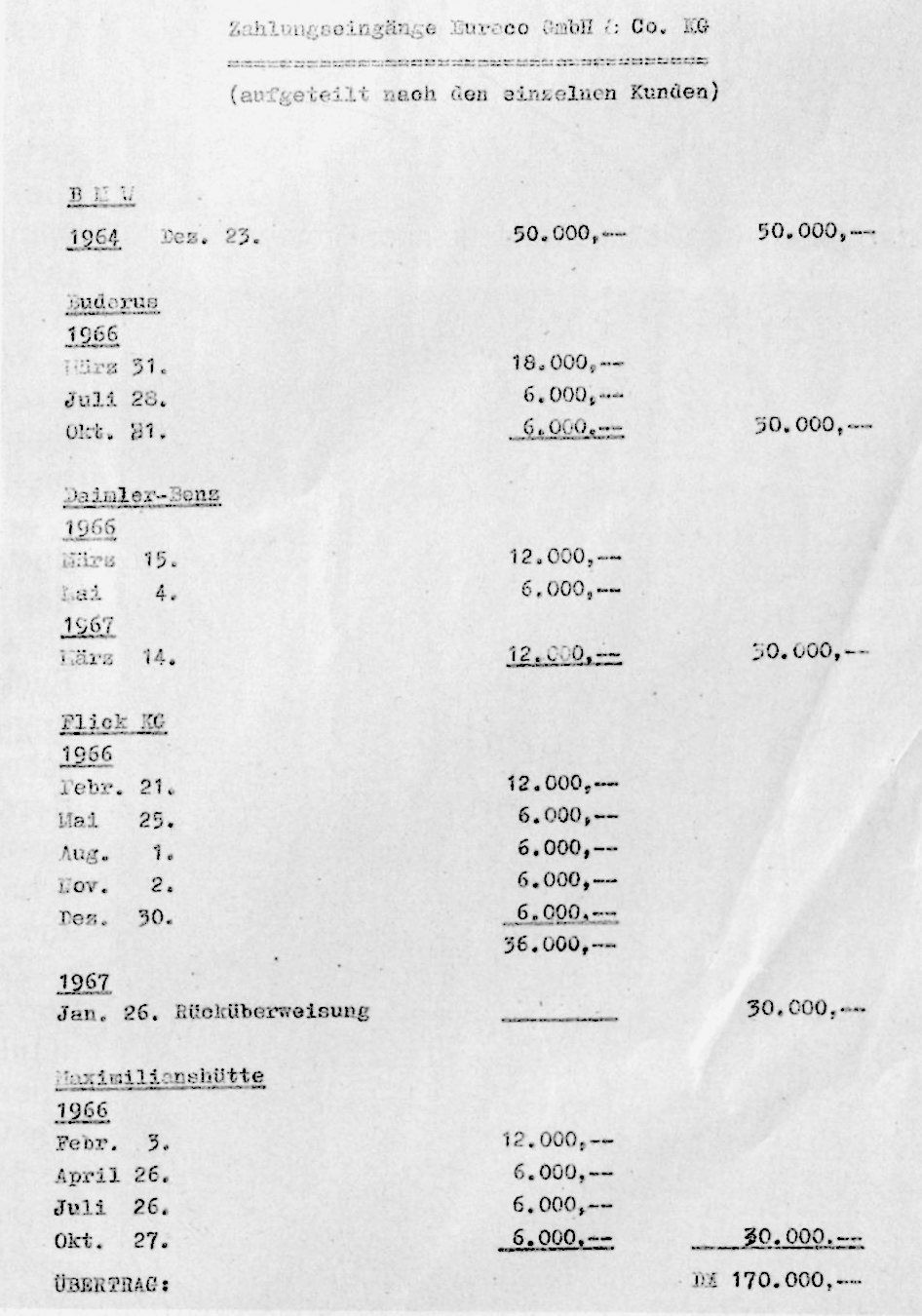
Zahlungen an die Eureco GmbH & Co. KG aus den Jahren 1964 bis 1967

1964 gründete Strauß die Briefkastenfirma Eureco Büro für Wirtschaftsberatung. Der Rechtsanwalt und Strauß-Finanzberater Reinhold Kreile war treuhänderisch für diese tätig. Die Eureco erhielt von zahlreichen Unternehmen ohne erkennbare Gegenleistungen große Geldbeträge, unter anderem von BMW, Bertelsmann, Daimler-Benz, Dornier. Auch Unternehmen aus dem Imperium von Friedrich Karl Flick und die Taurus-Film GmbH von Leo Kirch zahlten an Eureco.
Von 1964 bis 1968 gingen 490.892 Mark auf Konten der Eureco ein.

### Tätigkeiten als Bundesminister

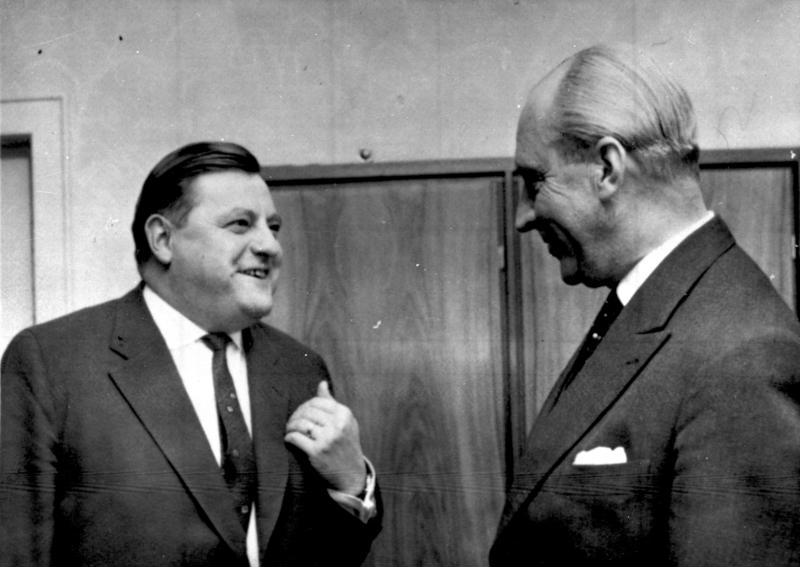
Verteidigungsminister Strauß mit Helmuth von Grolman, dem Wehrbeauftragten, 1959

#### Bundesminister für besondere Aufgaben
Nach der Bundestagswahl am 6. September 1953 wurde Franz Josef Strauß als Bundesminister für besondere Aufgaben in das Kabinett Adenauer II berufen und war damit der bis dahin jüngste deutsche Bundesminister.
Im Januar 1955 unterlag er in einer Kampfabstimmung um den CSU-Parteivorsitz mit 329 zu 380 Stimmen gegen Hanns Seidel.

#### Bundesminister für Atomfragen
Am 12. Oktober 1955 wurde ihm das neu gegründete Bundesministerium für Atomfragen, ein Vorläufer des heutigen Bundesministeriums für Bildung und Forschung, übertragen. In dieser Funktion war er am Aufbau der Deutschen Atomkommission beteiligt. Er leitete deren erste Sitzung am 26. Januar 1956 im Palais Schaumburg.
Der neue „Atomminister“ setzte sich entschieden für die Erforschung und zivile Nutzung der Kernenergie ein und forderte, dass bis 1970 die ersten Kernkraftwerke Strom produzieren sollten. Abweichend von der Gesetzeslage in den Vereinigten Staaten, plädierte Strauß für ein „Privateigentum“ an Kernbrennstoffen, um einen zügigen Aufbau der privaten Kernenergiewirtschaft zu gewährleisten, der möglichst frei von staatlichen Reglementierungen sein sollte. Dazu gehörte auch eine private Haftung für durch Kernenergie verursachte Schäden. Am 9. Dezember 1955 äußerte er im Süddeutschen Rundfunk:
„Wenn wir unseren 10- bis 15-jährigen Rückstand nicht sehr rasch aufholen, werden wir wahrscheinlich darauf verzichten müssen, in Zukunft zu den führenden Nationen gezählt zu werden.“
Am 25. Juli 1956 stellte er einen Gesetzentwurf zur „Erzeugung und Nutzung der Kernenergie“ vor, der 1960 zum ersten deutschen Atomgesetz führte. Sein Nachfolger wurde im Oktober 1956 der Chemiker und CSU-Politiker Siegfried Balke.

### Bundesminister der Verteidigung

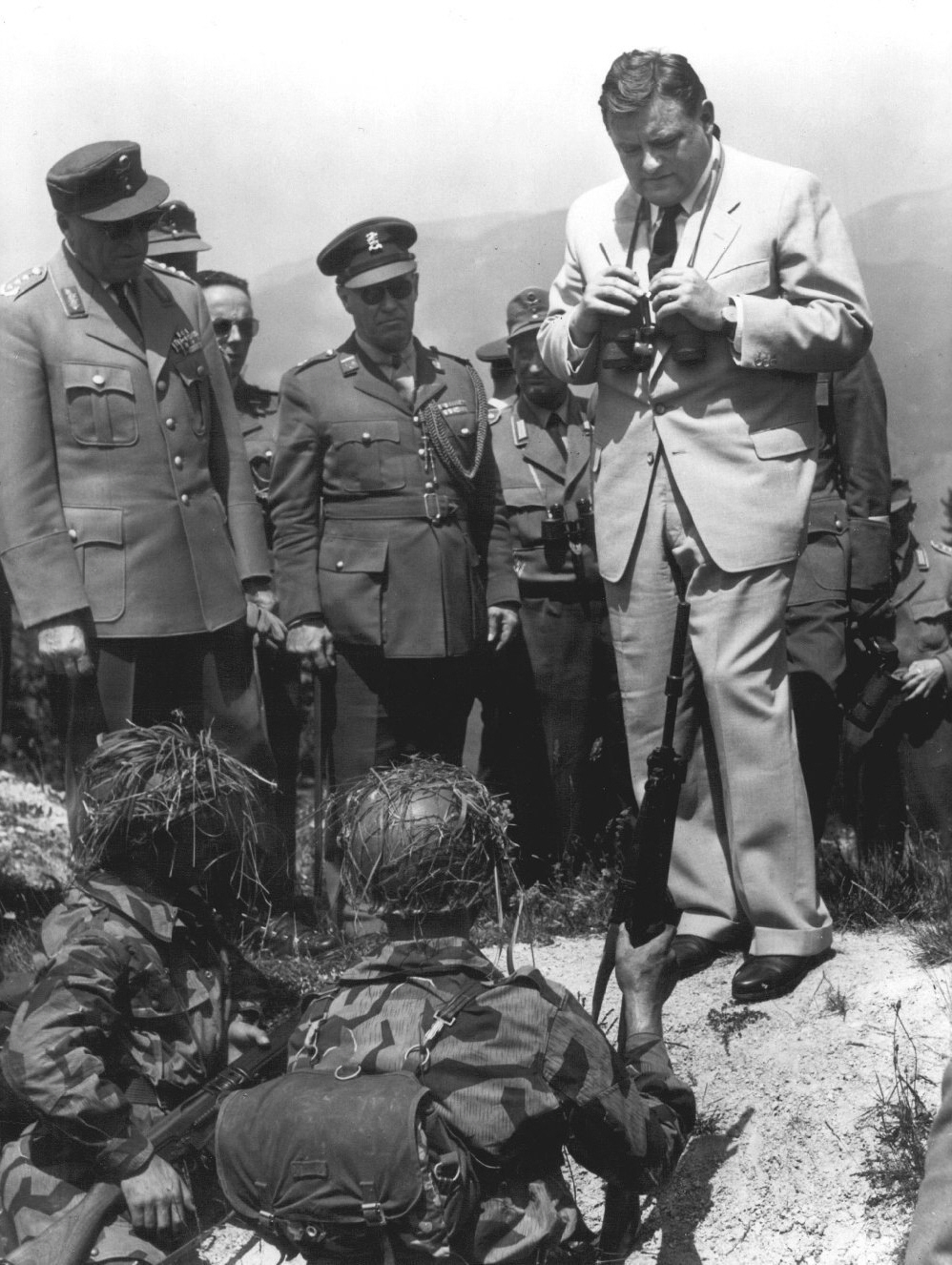
Franz Josef Strauß als Verteidigungsminister bei einem Manöverbesuch 1960

Vom 16. Oktober 1956 bis zum 30. November 1962 war Strauß Verteidigungsminister der Bundesrepublik Deutschland. Er war der Nachfolger von Theodor Blank im Kabinett Adenauer II. Bald nach seinem Amtsantritt legte er 1957 Pläne für eine atomare Bewaffnung der Bundeswehr vor. Im Rahmen der Pariser Verträge hatte sich Deutschland 1954 bereits verpflichtet, auf die Produktion, nicht aber auf den Einsatz von Atomwaffen zu verzichten. Adenauer und Strauß trieben die atomare Bewaffnung der Bundeswehr energisch voran. Im April 1957 kam es deswegen zu einer Kontroverse mit namhaften Atomphysikern (darunter Otto Hahn, Werner Heisenberg, Walther Gerlach und Carl Friedrich von Weizsäcker) um deren kritisches Göttinger Manifest. Strauß äußerte sich gegenüber Journalisten abfällig und beleidigend über Otto Hahn. Bundeskanzler Adenauer entschärfte die Situation bei einem Empfang der Wissenschaftler im Kanzleramt.
Vor der Bundestagswahl 1957 bemühte sich die Opposition vergeblich, die weitverbreitete Ablehnung der Atombewaffnung im Wahlkampf zu nutzen. Die Kampagne Kampf dem Atomtod war dennoch eine wesentliche Erneuerung der Friedensbewegung. Die CDU/CSU erhielt 50,2 Prozent der Stimmen und 277 der 519 Bundestagsmandate; Strauß wurde erneut Verteidigungsminister. Am 25. März 1958 wurde die atomare Ausrüstung der Bundeswehr beschlossen, die damit im Rahmen der nuklearen Teilhabe der NATO im Kriegsfall Atomwaffen einsetzen konnte.
Strauß setzte sich vehement für eine militärische Unterstützung des neugegründeten Staates Israel ein. Volumen und Umfang der zwischen Konrad Adenauer und David Ben Gurion beschlossenen, in Israel wie Deutschland so umstrittenen wie im Rahmen der Wiedergutmachungsansätze wichtigen Rüstungskooperation wurden zunächst geheim gehalten. Strauß setzte sich dabei auch über gesetzliche Vorgaben und Richtlinien hinweg, was nur teilweise die Rückendeckung Adenauers hatte. 1958 holte er Eberhard Taubert (1907–1976), der hoher Funktionär im Reichsministerium für Volksaufklärung und Propaganda gewesen war und das Drehbuch zu dem antisemitischen Hetzfilm Der ewige Jude geschrieben hatte, als Berater für sein neu eingerichtetes Referat Psychologische Kampfführung.
Vor der Bundestagswahl am 17. September 1961 beteiligte sich Strauß an der Kampagne gegen den Kanzlerkandidaten der SPD Willy Brandt, der während der Zeit des Nationalsozialismus in Skandinavien im Exil gelebt hatte. Dies wurde ihm als Zeichen nationaler Unzuverlässigkeit ausgelegt. Bei einer Aschermittwochsrede rief Strauß aus: „Wir haben das Recht, Herrn Brandt zu fragen: Was haben Sie 12 Jahre lang im Ausland getan? Was wir in Deutschland getan haben, wissen wir.“ Nach den Wahlen blieb Strauß – bis zu seinem unfreiwilligen Rücktritt am 30. November 1962 wegen der Spiegel-Affäre – Verteidigungsminister in einer Koalitionsregierung mit der FDP im Kabinett Adenauer IV.

#### Starfighter-Affäre
Strauß’ Amtsführung war von etlichen Skandalen begleitet. Der ehemalige Lockheed-Verkäufer Paul White sagte 1975 aus, Strauß und der damalige Vorstandssprecher der Deutschen Bank Hermann Josef Abs hätten im Zusammenhang mit dem Verkauf von Flugzeugen des Typs Lockheed Super Constellation und Electra an die Lufthansa Geld erhalten:

„White told the FMOD (Foreign Ministry of Defense) that Lockheed had hired Frank Fahle at the suggestion of Herman Abs, that Abs and Strauss had received money in connection with the sale of Constellations and Electras to Lufthansa and that the same pattern of dealing was continuing on the 104 sale.“

Unregelmäßigkeiten bei Beschaffung oder Lizenzproduktion von 916 US-amerikanischen F-104G-Starfighter-Kampfflugzeugen führten zum Lockheed-Skandal, in Deutschland auch Starfighter-Affäre genannt. Der Hersteller hatte in mehreren NATO-Staaten die Entscheidung zur Beschaffung des Starfighters durch Bestechung beeinflusst. Die Zeitschrift Stern berichtete Ende 1975 über eine beeidete Aussage von Ernest F. Hauser vor dem Kongressausschuss (Congressional Committee) zur Kundenwerbepraxis von Lockheed, dass Anfang der 1960er Jahre im Zusammenhang mit der F-104-Beschaffung für die Bundeswehr mindestens 10 Millionen US-Dollar Schmiergeld an die CSU geflossen seien. Hauser übergab sein Tagebuch aus jener Zeit mit entsprechenden Eintragungen.
Die in diesem Zusammenhang gegen Strauß vorgebrachten Bestechungsvorwürfe konnten nie bewiesen werden. Im Rahmen der „Abhöraffäre“ soll Strauß angeblich zugegeben haben, einen Teil der „Lockheed-Akten“ vernichtet zu haben, um Beweise verschwinden zu lassen, was sich später aber als Verleumdungskampagne durch das ostdeutsche Ministerium für Staatssicherheit erwies. Die deutsche Variante des Starfighters stellte sich als unsicher heraus: 269 Starfighter stürzten ab; dabei starben 116 Piloten. Das Flugzeug erhielt den sarkastischen Namen „Witwenmacher“ der Luftwaffe. Strauß wurden auch die Fibag-Affäre, die Onkel-Aloys-Affäre und der HS-30-Skandal zur Last gelegt.

#### Fibag-Affäre
Auch in der Fibag-Affäre kam es zu gerichtlichen Auseinandersetzungen zwischen Strauß und dem Spiegel, die in einem Vergleich endeten. Die Behauptung, Strauß wäre an FIBAG als stiller Gesellschafter beteiligt gewesen, stellte sich vor Gericht als nicht belegbar heraus. Ein eingesetzter Untersuchungsausschuss des Deutschen Bundestages konnte Strauß zudem keine Verfehlung nachweisen. Der Untersuchungsausschuss zum HS-30-Skandal endete, ohne dass Verdächtige oder Schmiergeldzahlungen gefunden wurden. An der Fibag war aber unter anderem über Friedrich Zimmermann als Treuhänder Strauß selbst beteiligt. Der mit Strauß befreundete Hans Kapfinger hielt Anteile der Fibag, was Anlass zu Spekulationen gab. Auf Antrag der SPD und FDP wurden die Vorwürfe vom Ausschuss untersucht. Dieser kam 1962 mit knapper Mehrheit zu dem Ergebnis, dass Strauß keine Verfehlungen vorzuwerfen seien. Dies kritisierte die FDP – die damals Partner in der Regierungskoalition war – heftig.
Als Nachfolger des im Monat zuvor aus gesundheitlichen Gründen zurückgetretenen Hanns Seidel wurde Strauß am 18. März 1961 auf einem außerordentlichen Parteitag der CSU mit 94,8 Prozent der abgegebenen Stimmen zum Parteivorsitzenden gewählt; dies blieb er bis zu seinem Tod.

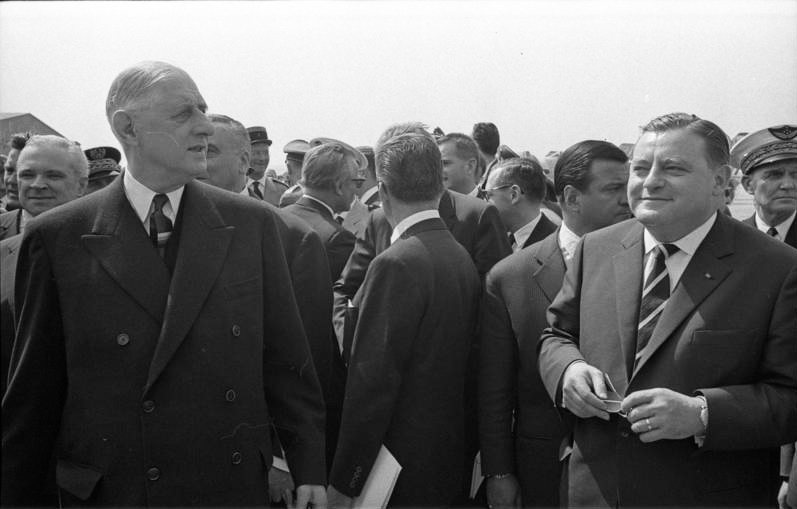
Strauß und de Gaulle, 1962

Ab Dezember 1962 war Strauß Vorsitzender der CSU-Landesgruppe im Deutschen Bundestag (Vorgänger: Werner Dollinger) und damit gleichzeitig Erster Stellvertretender Vorsitzender der CDU/CSU-Bundestagsfraktion.

#### Spiegel-Affäre und Rücktritt

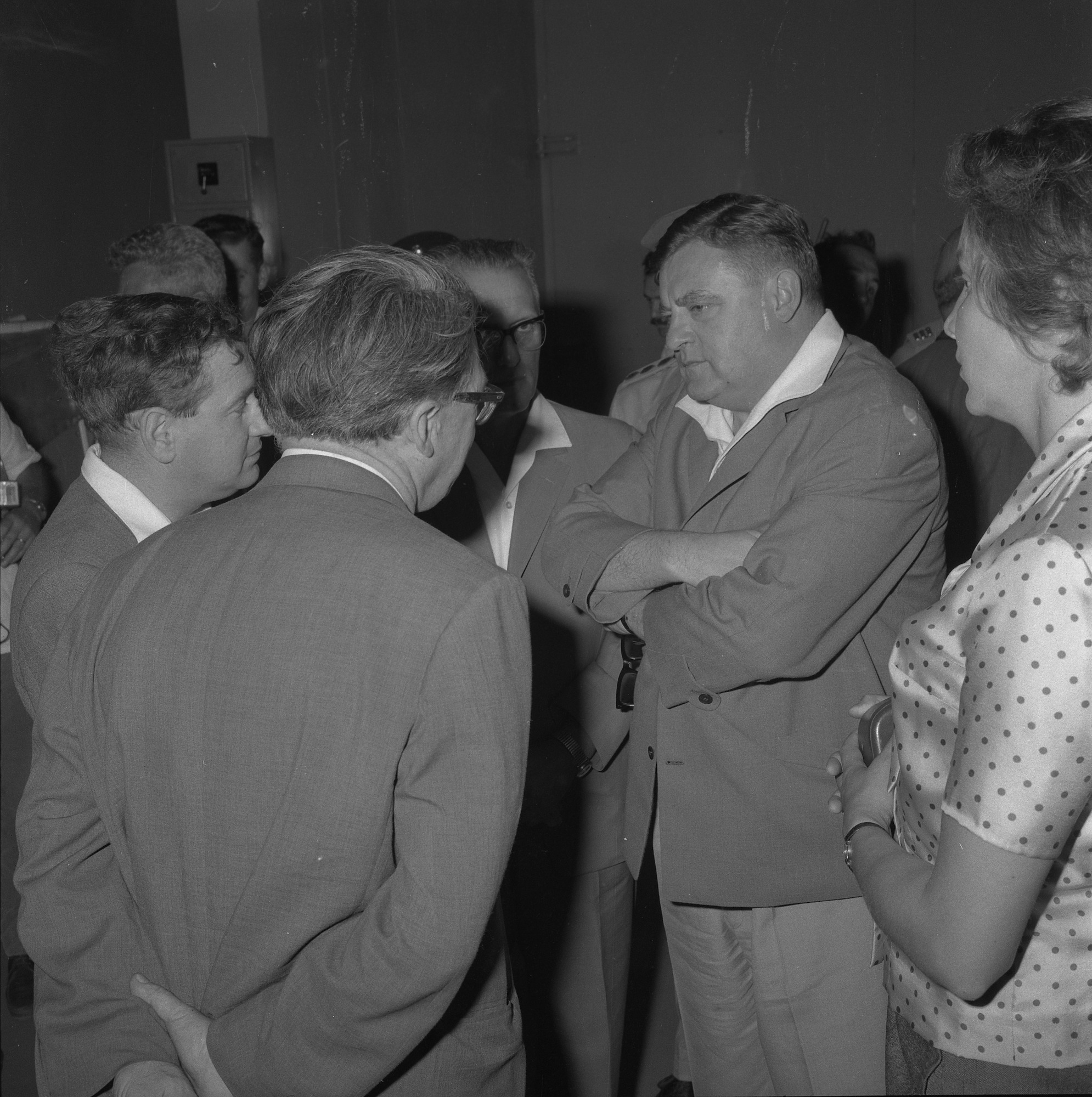
Franz Josef Strauß, 1963

In der Spiegel-Ausgabe 41/1962 vom 10. Oktober war bezüglich der Bundeswehr ein von Conrad Ahlers und Hans Schmelz verfasster Artikel Bedingt abwehrbereit erschienen. In der damit beginnenden Spiegel-Affäre spielte insbesondere eine Rolle, dass Spiegel-Gründer und -Herausgeber Rudolf Augstein und Strauß als Intimfeinde galten.
Strauß initiierte daraufhin ein Ermittlungsverfahren, das Bundesanwalt Albin Kuhn einleitete. Wegen angeblichen Landesverrats ergingen am 23. Oktober Haftbefehle gegen die beteiligten Journalisten sowie Augstein als Chefredakteur und Herausgeber. Ahlers wurde auf Strauß’ Betreiben im Urlaub in Spanien verhaftet. Die Redaktionsräume wurden ab 26. Oktober wochenlang durch die Polizei besetzt. Augstein wurde 103 Tage lang widerrechtlich in Untersuchungshaft genommen. Strauß leugnete zunächst jede Beteiligung an dem Justizskandal und behauptete, mit der ganzen Aktion nichts zu tun zu haben. Sein Verhalten in dem Fall führte zu einer Regierungskrise – so hatte er unter anderem die Polizeiaktion ohne das Wissen des der FDP angehörenden Justizministers Wolfgang Stammberger vorangetrieben und auch das zunächst geleugnet.
Der Koalitionspartner FDP forderte daraufhin Strauß’ Ausscheiden aus dem Amt des Verteidigungsministers. Adenauer lehnte dies ab und behielt Strauß im Amt; erst nach dem geschlossenen Rücktritt aller fünf FDP-Minister am 19. November 1962 war Strauß am 30. November 1962 gezwungen, von seinem Amt als Verteidigungsminister zurückzutreten. Adenauer bildete daraufhin am 14. Dezember 1962 ein neues Kabinett mit der FDP und ohne Strauß.
Am 13. Mai 1965 entschied der 3. Strafsenat des Bundesgerichtshofes, dass keine Beweise für einen Verrat vorlägen, und lehnte die Eröffnung eines Hauptverfahrens gegen Augstein ab. Die Affäre gilt als wesentliche Stärkung der Pressefreiheit und der Rolle des investigativen Journalismus, auch gegenüber machtvollen Ministern wie Strauß.

### Für eine Europäisierung der Deutschen Frage
1966 rückte Strauß als erster Spitzenpolitiker der Bundesrepublik vom Staatsziel der Wiedervereinigung ab. In seinem Buch Entwurf für Europa, dessen Kerngedanken er bereits am 8. April 1966 in einem Interview mit der Zeit veröffentlicht hatte, schrieb er:

„Ich glaube nicht an die Wiederherstellung eines deutschen Nationalstaats, auch nicht innerhalb der Grenzen der vier Besatzungszonen […] Nur indem die deutsche Wiedervereinigung nicht mehr unter dem Aspekt einer nationalstaatlichen Restauration in Erscheinung tritt, wird man sich ihrer Verwirklichung näher bringen können.“

Da die europäischen Partnerländer die Entstehung eines wirtschaftlichen und politischen Machtblocks von 72 Millionen nicht hinnehmen würden, liege die Lösung einzig in einer Europäisierung der deutschen Frage: In Europa gelte es Verhältnisse zu schaffen, in denen das Potenzial eines vereinigten Deutschland absorbiert werden könne. Dies sei nur mit dem „Abbau nationalstaatlicher Souveränität im föderativen Rahmen möglich“.

### Bundesminister der Finanzen
Im Kabinett der Großen Koalition unter Bundeskanzler Kurt Georg Kiesinger wurde Strauß im Dezember 1966 Bundesminister der Finanzen. In diesem Amt musste er mit Conrad Ahlers zusammenarbeiten, den er in der Spiegelaffäre hatte verhaften lassen und der nun stellvertretender Leiter des Presse- und Informationsamts der Bundesregierung geworden war. Obwohl er zuvor gerne und oft die verbale Konfrontation mit der SPD gesucht hatte, arbeiteten Strauß und der sozialdemokratische Wirtschaftsminister Karl Schiller vertrauensvoll und erfolgreich zusammen. Da beide oft gemeinsam auftraten, erhielten sie die Spitznamen Das doppelte Lottchen nach einem Kinderbuch von Erich Kästner oder Plisch und Plum nach einer Hundegeschichte von Wilhelm Busch.
Gemeinsam mit Schiller setzte Strauß antizyklische Maßnahmen ins Werk, um die leichte Rezession, die 1966 die Wirtschaftswunderjahre kontinuierlichen Wachstums beendet hatte, zu überwinden: Die Arbeitslosenzahl war auf 650.000 gestiegen, im Bundeshaushalt zeigte sich ein Defizit von mehreren hundert Millionen Deutschen Mark, was damals zu breiter Besorgnis Anlass gab. Strauß erreichte von Bundesbankpräsident Karl Blessing die Senkung des Diskontsatzes auf schließlich nur noch drei Prozent (Mai 1967) und war mitverantwortlich für das Kreditfinanzierungsgesetz vom 25. Februar 1967, das die Mittel für ein Konjunkturprogramm in Höhe von 2,5 Milliarden Deutschen Mark bereitstellte.
Außerdem wurde zum 1. Januar 1968 die Umsatzsteuer reformiert: bis dahin betrug sie 4 Prozent; ab dann betrug sie 10 Prozent (ermäßigt 5 Prozent).
Im Rentensystem gab es erste Kürzungen. Ebenfalls in Strauß’ Amtszeit als Finanzminister fielen eine Neuverteilung der Einnahmen aus Körperschaftssteuer und Einkommensteuer zwischen Bund und Ländern sowie der Beginn einer mittelfristigen Finanzplanung des Bundes.
1969 wurde im Bundestag über die Verjährung von Mord debattiert. Die bis dahin geltende Frist von 20 Jahren bedeutete, dass NS-Verbrechen nicht mehr hätten verfolgt werden können. Deshalb ließ Bundesjustizminister Horst Ehmke (SPD) einen Gesetzentwurf erarbeiten, der die Verjährung für Mord und Völkermord aufhob. Strauß und mit ihm ein Großteil der Unionsfraktion sprachen sich dagegen aus, um der verbreiteten Schlussstrichmentalität Rechnung zu tragen. Auch den Kompromissvorschlag, die Verjährungsfrist um zehn Jahre zu verlängern, lehnten sie ab. Am 26. Juni 1969 beschloss der Bundestag, die Verjährung für Völkermord aufzuheben und die für Mord um zehn Jahre zu verlängern. Strauß blieb der Abstimmung fern.

### Oppositionspolitiker

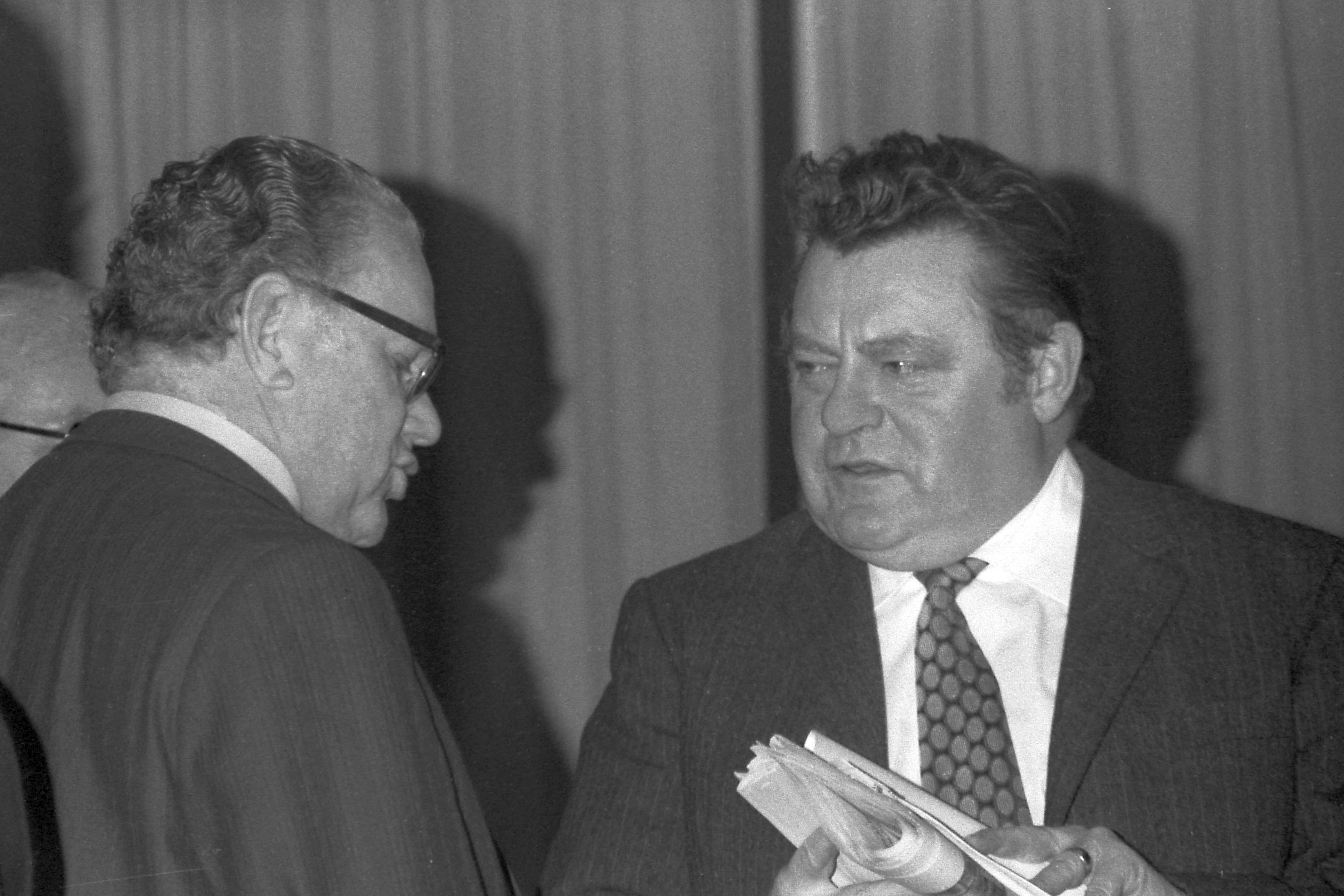
Richard Stücklen mit Franz Josef Strauß im März 1972

Nach der Bundestagswahl am 28. September 1969 und der Bildung einer sozialliberalen Koalition wählte der 6. Deutsche Bundestag Willy Brandt zum Bundeskanzler. Die Unionsparteien waren die Opposition und blieben es bis zum konstruktiven Misstrauensvotum am 1. Oktober 1982. 1971 bis 1978 war Strauß wirtschafts- und finanzpolitischer Sprecher der CDU/CSU-Fraktion im Bundestag. In den Schattenkabinetten von Rainer Barzel (1972) und Helmut Kohl (1976) war Strauß als Finanzminister vorgesehen.

#### Haltung zur Ostpolitik der sozialliberalen Regierung
Die Ostpolitik der sozialliberalen Regierung bekämpfte Strauß, wie sein Biograph Horst Möller schreibt, mit „kompromissloser Härte“. Die Ostverträge mit der Sowjetunion und Polen (1970) und den Grundlagenvertrag (1972) lehnte er entschieden ab, da er in ihnen ein Zurückweichen vor sowjetischen Hegemonialansprüchen sah. Vor allem irritierte ihn die Geheimhaltung, unter der Brandts und Egon Bahrs Verhandlungen stattfanden. Dies führte zu Verdächtigungen, sie würden in Wahrheit das Ziel der deutschen Einheit verraten und die Spaltung Deutschlands zementieren. Am 15. August 1970 kritisierte er im Bayernkurier den kurz zuvor geschlossenen Moskauer Vertrag als „Büchsenöffner“, der in mehrdeutigen Formulierungen unter Aufgabe zentraler deutscher Rechtspositionen die Gebiete östlich der Elbe als Teile des „sowjetischen Imperiums“ anerkenne und den „Bereich westlich […] für eventuelle Veränderungen zugunsten der Sowjetunion zur Diskussion“ stelle. In Wahrheit schlossen der Gewaltverzicht und das Prinzip der Unverletzlichkeit der Grenzen, die im Vertrag festgeschrieben waren, dies explizit aus.
Nachdem sich die CDU/CSU-Fraktion im Bundestag unter Rainer Barzel kurz darauf entschieden hatte, die Ostpolitik nicht rundweg abzulehnen, sondern ihr differenziert ein „So nicht!“ entgegenzustellen, schwor Strauß den Bayerischen Landtag, der für die Ostpolitik eigentlich gar nicht zuständig war, auf einen harten Kurs ein. Am 25. Januar 1972 erklärte er dort: „Wir Bayern dürfen uns nicht scheuen, die letzten Preußen zu sein, wenn die Historie es erfordert!“ In einer langen „Generalabrechnung“ (Horst Möller) kritisierte Strauß am 24. Februar 1972 im Bundestag, dass der Moskauer Vertrag nichts über die deutsche Wiedervereinigung sagte, ein Thema, das die Sowjetunion in keinem Fall im Vertragstext ansprechen wollte. Dass sie nicht in den Grenzen von 1937 zu erreichen war, räumte er dabei beiläufig ein. Die verbrecherische Eroberungspolitik des NS-Staats in Ostmitteleuropa, auf die sich Kanzler Brandt und Außenminister Walter Scheel immer wieder beriefen, verpflichte die Bundesrepublik darauf, „für das Selbstbestimmungsrecht dieser heute von der Sowjetunion beherrschten Völker“ einzutreten. Weil Brandts Ostpolitik dies nicht tue, rückte er sie in die Nähe der Appeasement-Politik der 1930er Jahre. Daher müsse man mit Nein stimmen.
Um der Opposition im Bundestag die Zustimmung zu den Verträgen zu ermöglichen, erarbeitete die Regierung Brandt mit Abgeordneten aller Fraktionen, darunter auch Strauß, eine gemeinsame Erklärung, die am 9. Mai 1972 nach Moskau übermittelt wurde. Bevor der Bundestag den Vertrag in dritter Lesung ratifizierte, fuhren die Abgeordneten übers Wochenende in ihre Wahlkreise, wo insbesondere die CSU-Abgeordneten auf den geballten Unwillen ihrer jeweiligen Parteibasis stießen. Zurück in Bonn, wollten sie die Erklärung nicht mehr unterstützen und enthielten sich in der Abstimmung am 17. Mai 1972 (so auch Strauß) oder stimmten mit Nein. Dass die Fraktion nicht einheitlich votierte, hinterließ laut Strauß einen „verheerenden, demoralisierenden“ Eindruck.
Als es ein Jahr später um den Grundlagenvertrag ging, den die Regierung am 21. Dezember 1972 mit der DDR geschlossen hatte, lavierte Strauß nicht mehr, sondern war in seiner Ablehnung entschieden. Er formulierte den Verdacht, der Vertrag würde auf die Einheit der Nation zugunsten einer „Einheit des Klassenkampfes“ aufgeben und „durch den faulen Zauber einer irreführenden Interpretation“ die einheitliche deutsche Staatsangehörigkeit verzichten. Dem wollte die bayerische Landesregierung unter Alfons Goppel nicht folgen: Insbesondere hatte sie Bedenken dagegen, das Bundesverfassungsgericht anzurufen, wie Strauß es seit Januar 1973 forderte. Am 22. Mai 1973 bearbeitete er drei Stunden lang die Landesregierung, der er selbst gar nicht angehörte, und setzte sich schließlich mit dem Argument durch, selbst ein abweisendes Urteil wäre ein Erfolg: Die erwartbare „stark einschränkende Auslegung“ des Bundesverfassungsgerichts würde gegen eine abweichende „Interpretation des Vertragswerks durch den kommunistischen Verhandlungspartner“ schützen. Mit acht zu sechs Stimmen beschloss die Landesregierung daher, ein Normenkontrollverfahren anzustrengen. Das Bundesverfassungsgericht wies die Klage am 31. Juli 1973 zurück und legte eine enge, verfassungskonforme Auslegung des Grundlagenvertrags fest.
Bei aller öffentlichen Polemik stand Strauß den Ostverträgen in Wahrheit durchaus pragmatisch gegenüber. Der Journalist Peter Bender urteilte 1980, Strauß’ eigentlicher Vorwurf gegen die Ostpolitik sei gewesen, „daß nicht er, sondern Brandt sie führte und zum Erfolg brachte“. Im Mai 1973 betonte er in einer Bundestagsdebatte daher: „Pacta sunt servanda“ – Verträge müsse man einhalten. Eine Aufkündigung der von ihm bis dahin bekämpften Verträge strebte Strauß nicht an.

#### Haltung zur Militärdiktatur in Chile
Nach der Parlamentswahl in Chile am 4. März 1973 wurde der Sozialist Salvador Allende als Präsident von Chile bestätigt. Mit dem Militärputsch vom 11. September 1973 ergriff General Augusto Pinochet die Macht und errichtete eine blutige Militärdiktatur. Strauß äußerte zehn Tage nach dem Putsch: „Angesichts des Chaos, das in Chile geherrscht hat, erhält das Wort Ordnung für die Chilenen plötzlich wieder einen süßen Klang.“ Im November 1977 besuchte Strauß – vier Jahre nach dem von den USA geförderten blutigen Militärputsch – Chile und traf unter anderen mit dem Diktator General Augusto Pinochet und dessen Berater Jaime Guzmán zusammen, denen er unter anderem „weitere Demokratisierung“ des Landes empfahl. Offizieller Anlass der Reise war der 125. Jahrestag der deutschen Einwanderung nach Chile. Begleitet wurde Strauß unter anderen von Staatsminister Fritz Pirkl, dem Vorsitzenden der Hanns-Seidel-Stiftung (HSS), den Bundestagsabgeordneten Karl-Heinz Spilker, Hans Graf Huyn und Erich Riedl sowie Vertretern der Wirtschaft, unter anderen der Schörghuber-Unternehmensgruppe, der Firma Pelikan und der Hypobank. Die Delegation umfasste (ohne Journalisten) 18 Personen. Während seines Besuches wurde ihm von der Universidad de Chile die Ehrendoktorwürde der Rechtswissenschaften verliehen. Nach seiner Rückkehr sah er sich in Deutschland scharfer Kritik ausgesetzt und musste sich rechtfertigen, weil der Besuch als Sympathiebeweis für das demokratisch nicht legitimierte Militärregime aufgefasst wurde, dem zahlreiche Menschenrechtsverletzungen vorgeworfen wurden.
Nachdem renommierte Medien bereits 1987/1988 über einen Besuch von Franz Josef Strauß in der umstrittenen auslandsdeutschen Siedlung „Colonia Dignidad“ berichtet hatten, bestätigte die CSU-nahe Hanns-Seidel-Stiftung (HSS) bis mindestens 2012 einen kurzen Besuch während seiner Chile-Reise. Jahre später, nachdem Medien immer wieder auf die Menschenrechtsverletzungen innerhalb der Colonia Dignidad und zugleich auf den Besuch von Strauß hingewiesen hatten und 2015 der Film Colonia Dignidad – Es gibt kein Zurück in die Kinos gekommen war, schrieb die HSS dagegen auf ihrer Homepage: „Ein immer wieder behaupteter oder suggerierter Besuch von Strauß in der Colonia Dignidad bei seiner einzigen Reise nach Chile hat dagegen nie stattgefunden.“ Trotz des Dementis informierte unter anderem die öffentlich-rechtliche Sendung Planet Wissen weiterhin zu dem Besuch 1977 und dass bis in die 1990er Jahre ein handsigniertes Strauß–Porträt in dem zentralen Bau der Siedlung hing.

#### Sonthofen-Strategie
Im November 1974 sorgte Strauß mit der Sonthofen-Strategie für eine erhebliche Polarisierung der Öffentlichkeit. Bei einer Klausurtagung der CSU-Landesgruppe des Bundestages vertrat er die Ansicht, die Partei sollte für die damals massiven wirtschaftlichen Probleme (Arbeitslosigkeit, Wirtschaftsflaute, Rentenversicherung) keinerlei Lösungen anbieten. Die katastrophale Verschlechterung der Situation sei gut für die Union, denn sie würde einen „Offenbarungseid“ der Regierung unter Bundeskanzler Helmut Schmidt und einen „Schock im öffentlichen Bewußtsein“ auslösen. Die Solidarisierung aller Demokraten in Krisenzeiten sei „blödes Zeug“. Vielmehr erklärte er mit Blick auf den grassierenden Terrorismus der Rote Armee Fraktion, deren Sympathisanten er auch in der Bundesregierung vermutete: „Wir müssen sagen, die SPD und FDP überlassen diesen Staat Kriminellen und politischen Gangstern.“ Am 10. Juni 1975 veröffentlichte der Spiegel die Rede und trug dadurch dazu bei, dass die Unionsparteien nicht Strauß zu ihrem Kanzlerkandidaten für die Bundestagswahlen am 3. Oktober 1976 machten, sondern Kohl. Aus der CSU war zu hören, Strauß sei ebenfalls ein geeigneter Kandidat, doch fügte sich die Partei dem Willen der CDU.

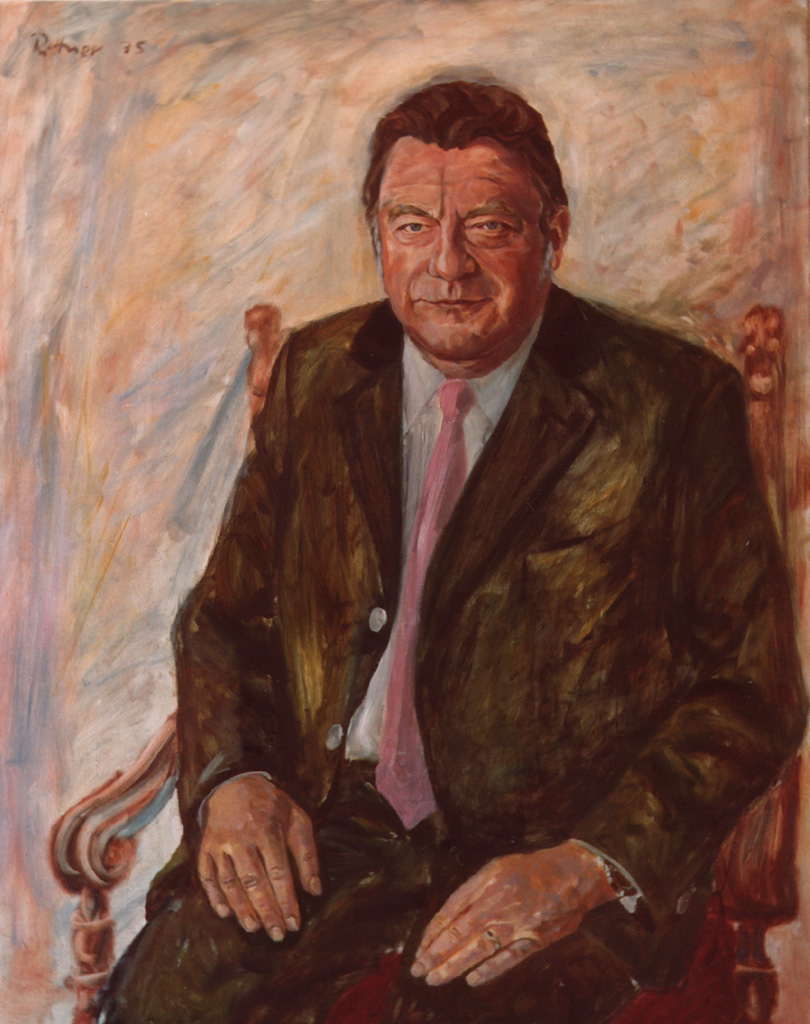
Franz Josef Strauß, 1975 von Günter Rittner für die CSU-Landesgruppe porträtiert

#### Haltung zur CDU
Bei der Bundestagswahl 1976 gelang der Union der Regierungswechsel nicht. Danach kündigte Strauß im Kreuther Trennungsbeschluss die Fraktionsgemeinschaft mit der CDU auf und plante, die CSU auf das ganze Bundesgebiet auszuweiten, um die Wahlchancen der Unionsparteien zu verbessern. Der Beschluss wurde drei Wochen später nach heftigen innerparteilichen Auseinandersetzungen wieder zurückgenommen. Das Verhältnis zur CDU, insbesondere zu deren Vorsitzendem Helmut Kohl, blieb aber gespannt. In seiner Wienerwald-Rede nannte Strauß ihn als Kanzler „total unfähig, ihm fehlen die charakterlichen, die geistigen und die politischen Voraussetzungen, ihm fehlt alles dafür“. Daher werde Kohl nie Kanzler werden.

#### Gescheiterte Kanzlerkandidatur
1979 setzte sich Strauß in der CDU/CSU-Bundestagsfraktion mit 135:102 Stimmen als Kanzlerkandidat der CDU/CSU gegen den von Helmut Kohl favorisierten niedersächsischen Ministerpräsidenten Ernst Albrecht durch und trat damit bei der Bundestagswahl 1980 als Herausforderer von Bundeskanzler Schmidt (SPD) an. Der Wahlkampf wurde sehr hart und polarisierend geführt. Strauß hatte im Herbst 1979 eine Kampagne gegen die SPD begonnen, in der diese mit den Nationalsozialisten in einen Topf geworfen wurde, denn diese seien ebenfalls „in erster Linie Sozialisten“ gewesen. Den Wahlkampf führte die Union mit dem Slogan „Gegen den SPD-Staat – stoppt den Sozialismus“. Am 5. Oktober 1980 erhielten die Unionsparteien 44,5 Prozent der abgegebenen Stimmen. Damit blieben sie zwar stärkste Fraktion, doch verloren sie gut vier Prozentpunkte und fuhren ihr schlechtestes Wahlergebnis seit 1949 ein. Strauß’ Anspruch auf die bundespolitische Führung war damit verspielt, die Wahl war ein Sieg Helmut Kohls in der langjährigen Rivalität der beiden Politiker.

#### Weitere Kontroversen
1975 traf Strauß als erster westdeutscher Politiker aus eigener Initiative mit dem chinesischen Parteichef Mao Zedong zusammen. Mao empfing Strauß am 16. Januar 1975 während eines Besuches in der Volksrepublik China zu einem Gespräch.
In einer Rede beim Politischen Aschermittwoch 1975 bezichtigte Strauß die SPD-geführte Bundesregierung (Kabinett Schmidt I), „einen Saustall ohnegleichen angerichtet“ zu haben. Daraufhin warf Altbundeskanzler Willy Brandt ihm vor, „die Bundesrepublik Deutschland einen Saustall“ genannt zu haben. Strauß gewann eine gegen Brandt gerichtete Unterlassungsklage in zweiter Instanz vor dem OLG Köln.
Im Deutschen Herbst 1977 nahm Strauß an der Bonner Krisenrunde teil, die während der Entführung von Hanns Martin Schleyer durch die RAF regelmäßig tagte. Nachdem Bundeskanzler Helmut Schmidt die Anwesenden nach „exotischen“ Ideen gefragt hatte, sagte Strauß, der Staat könne die inhaftierten RAF-Terroristen als Geiseln nehmen und gegebenenfalls erschießen. Der genaue Wortlaut ist nie öffentlich geworden. Im Jahr 2007 schilderte Schmidt Strauß’ Aussage weniger drastisch; er bezeichnete sie nach wie vor als „befremdlich“.
Zu einer heftigen öffentlichen Kontroverse führte auch die Veröffentlichung des folgenden Strauß-Zitats aus dem Sommer 1978 durch den Spiegel im Februar 1980: „Mit Ratten und Schmeißfliegen führt man keine Prozesse.“ Strauß hatte diese Äußerung bei einem CSU-Treffen im oberfränkischen Kronach auf den vom Schriftsteller und Journalisten Bernt Engelmann vertretenen „Presseausschuss Demokratische Initiative“ bezogen. Letzterer hatte Strauß zuvor öffentlich angegriffen. (Siehe hierzu Hauptartikel: Bernt Engelmann, Abschnitt „Ratten und Schmeißfliegen“.)
Wenige Tage vor der Wahl wurde ein Anschlag auf das Oktoberfest in München verübt. Strauß ordnete die Urheberschaft fälschlicherweise der RAF zu (was sich bereits am Folgetag als Fehleinschätzung herausstellte) und erhob schwere Vorwürfe gegen das FDP-geführte Bundesinnenministerium, was im Wahlkampf auch gegen ihn gewendet wurde. Die Union erhielt weniger Prozente als bei der Bundestagswahl 1976, bei der Helmut Kohl Kanzlerkandidat der Union gewesen war (44,5 Prozent nach 48,6 Prozent); die FDP verbuchte 10,6 Prozent (nach 7,9 Prozent 1976). Die CDU/CSU ging zwar wieder als stärkste Kraft hervor, aber eine erneute Koalition zwischen SPD und FDP verhinderte Strauß als Kanzler.

### Bayerischer Ministerpräsident (1978–1988)

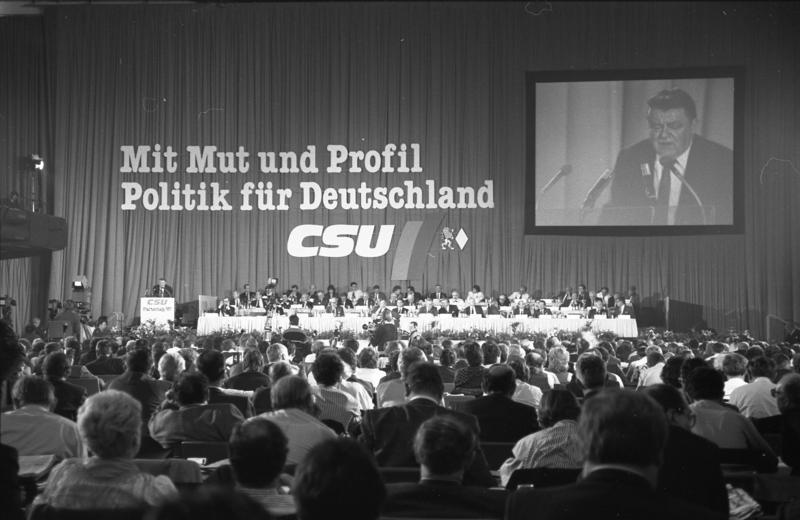
Ministerpräsident Strauß auf dem CSU-Parteitag 1987

Strauß führte als bayerischer Ministerpräsident drei Kabinette an: Kabinett Strauß I (1978–1982), Kabinett Strauß II  (1982–1986), Kabinett Strauß III  (1986–1988).
1978 ließ sich Strauß als Kandidat bei den bayerischen Landtagswahlen aufstellen und wurde am 6. November als Nachfolger des aus Altersgründen nicht mehr kandidierenden Alfons Goppel zum bayerischen Ministerpräsidenten gewählt. Ab dann war Strauß Landtagsabgeordneter in Bayern, sein Bundestagsmandat legte er am 29. November 1978 nieder. Helmut Kohl bot ihm nach der Wende 1982 und erneut nach der gewonnenen Bundestagswahl 1983 an, in sein Kabinett einzutreten, doch Strauß lehnte ab, weil die CSU in diesem Fall weniger Ministerien bekommen hätte: Als Parteivorsitzender einer der Koalitionsparteien hatte er so durchaus bundespolitischen Einfluss, ohne in die Koalitionsdisziplin eingebunden zu sein.
In Strauß’ Regierungszeit als Ministerpräsident wurden unter anderem die wesentlichen Bauabschnitte des von Umweltschützern bekämpften Main-Donau-Kanals begonnen und fertig gestellt. Die endgültige Fertigstellung des Projekts im Jahr 1992 erlebte Strauß jedoch nicht mehr. Auch in den Jahren als Ministerpräsident blieb Strauß bundespolitisch aktiv. So forderte er bei Bundeskanzler Kohl immer wieder finanzielle Unterstützung für seine Infrastrukturmaßnahmen ein und mischte sich in die Auseinandersetzungen innerhalb der schwarz-gelben Koalition. Insbesondere mit Wirtschaftsminister Otto Graf Lambsdorff (FDP) geriet er in der Frage des Familienleistungsausgleichs aneinander, dem Strauß unterstellte, blind zu sein für die Sorgen kinderreicher Familien, die oft nahe am Existenzminimum leben müssten. Als er sich im Oktober 1983 brieflich bei Kohl beschwerte, Lambsdorff störe den Koalitionsfrieden, fertigte der ihn mit der Bemerkung ab, er habe bereits mit dem Wirtschaftsminister gesprochen, und was die Störung des Koalitionsfriedens betreffe, hätten auch Angehörige anderer Koalitionsparteien Grund zum Nachdenken. Insgesamt war das Verhältnis zum Bundeskanzler zwar Schwankungen unterworfen – so wechselte die Anrede in Strauß’ zahlreichen Brief zwischen „Lieber Helmut“ und „Sehr verehrter Herr Bundeskanzler“ –, doch bestanden zwischen beiden laut dem Historiker Horst Möller breite gemeinsame Überzeugungen, und ansonsten blieben die Auseinandersetzungen meist sachlich. In der Presse wurde dagegen mehrfach von tiefen Zerwürfnissen berichtet, was nicht der Wahrheit entsprach. 1983 beschwerte sich Strauß deswegen bei Horst Fust, dem Chefredakteur der Bild-Zeitung über „unverantwortlich hetzerische Überschriften und einen falschen Text“.

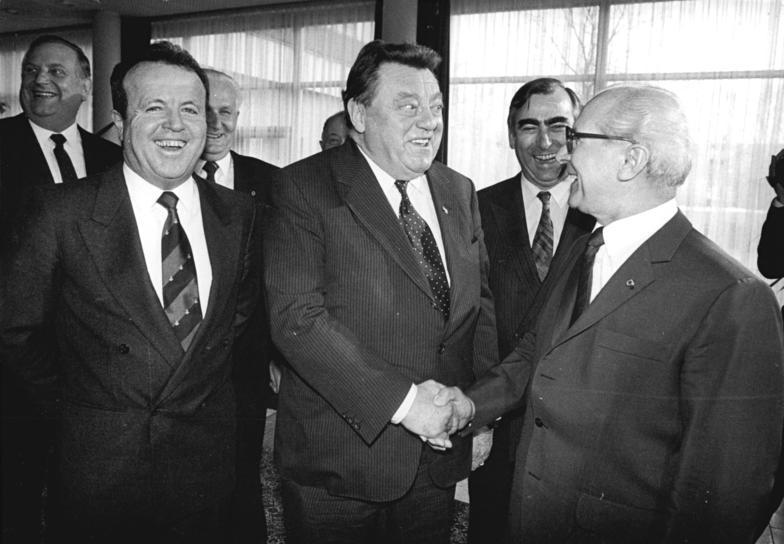
Deutsch-deutsche Begegnung bei der Leipziger Frühjahrsmesse 1987 – von links: Alexander Schalck-Golodkowski, Gerold Tandler, Günter Mittag, Franz Josef Strauß, Theo Waigel und Erich Honecker

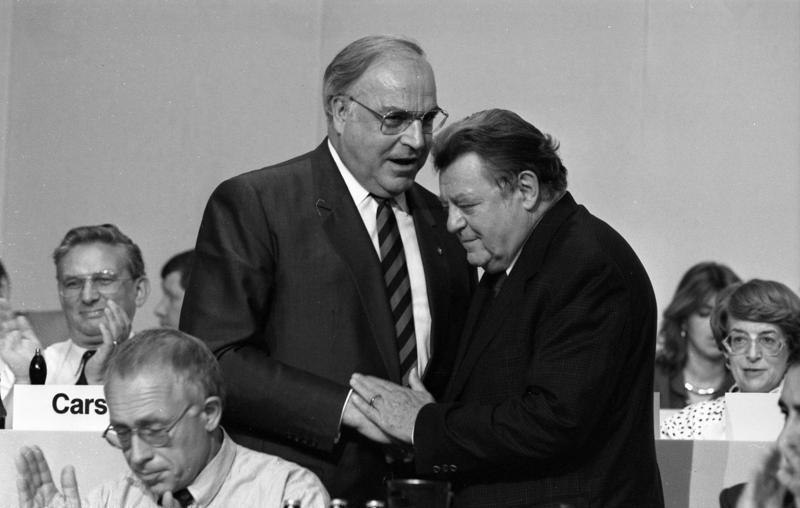
Kohl und Strauß am 13. Juni 1988 auf dem CDU-Bundesparteitag

Vom 1. November 1983 bis zum 31. Oktober 1984 war Strauß turnusgemäß Präsident des deutschen Bundesrates.
Mitte 1988 befürwortete er die Steuerfreiheit für Flugbenzin für Privatflieger, konnte sich damit aber nicht durchsetzen, was die Süddeutsche Zeitung als „eine seiner größten politischen Niederlagen“ bezeichnete.

#### Außenpolitik
Strauß betrieb auch als bayerischer Ministerpräsident noch eine Außenpolitik nach eigenen Maßstäben. Er unterhielt gute Beziehungen zu Augusto Pinochet in Chile, Paraguays Diktator Alfredo Stroessner, zu Südafrikas Präsident Pieter Willem Botha und zur DDR.
1983 fädelte Strauß einen Milliardenkredit an die DDR ein.
In der Öffentlichkeit gab es viel Unverständnis, dass ausgerechnet der schärfste Kommunistengegner Deutschlands diesen Kredit eingefädelt hatte. Medien warfen Strauß in der Folge Wankelmütigkeit und Wendehalsigkeit vor. Strauß erhielt beim CSU-Wahlparteitag 1983 nur 77,1 Prozent der Delegiertenstimmen; danach traten zahlreiche CSU-Mitglieder aus der CSU aus.
Einige CSU-Abgeordnete (darunter Franz Handlos und Ekkehard Voigt) traten aus der CSU aus und gründeten am 26. November 1983 die Partei Die Republikaner.
In Zusammenhang mit der getarnten Blaupausen-Lieferung von U-Booten an das Apartheid-Regime in Südafrika 1984–1986, „ein Kurs, zu dem […] Franz Josef Strauß das Kanzleramt […] drängte“, gab es „Gerüchte, daß Provisionen oder Schmiergelder aus dem U-Boot-Geschäft […] an Unionsfreunde oder auf Parteikonten flossen“.
Strauß pflegte eine besondere Freundschaft mit Gnassingbé Eyadéma, dem Diktator von Togo.

Strauß flog am 28. Dezember 1987 zusammen mit Parteifreunden mit einer Cessna Citation II 151 zu einem öffentlich nicht angekündigten Besuch nach Moskau, redete zweieinhalb Stunden mit Michail Gorbatschow und zeigte sich von dessen Reformvorstellungen tief beeindruckt. Gorbatschow fragte ihn bei diesem Treffen, ob er das erste Mal in der Sowjetunion sei. Strauß antwortete: „Das zweite Mal, aber das erste Mal kam ich nur bis Stalingrad.“

#### Kernenergie und Wiederaufarbeitungsanlage Wackersdorf
Während seiner Amtszeit als Ministerpräsident engagierte sich Strauß für drei große Projekte: den Bau des Flughafens München II, den Weiterbau des Rhein-Main-Donau-Kanals und den Bau der Wiederaufarbeitungsanlage Wackersdorf. Es gab gegen alle diese Projekte heftige Proteste. Schon ab seiner Zeit als Atomminister hatte er sich für die Nutzung der Kernenergie eingesetzt. Zunächst war es ihm dabei in erster Linie um die militärische Option gegangen. Nachdem sich die atomare Bewaffnung der Bundeswehr mit dem Deutschlandvertrag nicht hatte durchsetzen lassen, betonte er, wie wichtig der Ausbau der friedlichen Nutzung der Kernenergie für die Bundesrepublik sei, die, wie er 1956 betonte, auf diesem Gebiet „einen 10- bis 15jährigen Rückstand gegenüber den USA, Großbritannien, der Sowjetunion und anderen Ländern aufzuholen“ habe. Vor dem Bayerischen Landtag erklärte er:

„Die Kernenergie ist und bleibt die umweltfreundlichste Energiequelle. Die Staatsregierung hat stets betont, dass die friedliche Nutzung der Kernenergie nur vertretbar ist, wenn rechtzeitig die notwendigen Maßnahmen zur Entsorgung der Kernkraftwerke eingeleitet und verwirklicht werden.“

Schon in seiner Regierungserklärung im Dezember 1980 hatte Strauß deshalb die Notwendigkeit betont, eine Wiederaufbereitungsanlage (WAA) für Uranbrennstäbe an einem geeigneten Standort zu errichten. Nachdem ein zunächst geplanter Bau im niedersächsischen Dragahn nicht zustande gekommen war – Ministerpräsident Ernst Albrecht (CDU) hatte ihn 1979 für „politisch nicht durchsetzbar“ erklärt –, ließ Strauß prüfen, ob es einen geeigneten Standort in Bayern gebe. Damit wollte er der Frage, wie mit den in Atomkraftwerken anfallenden radioaktiven Abfällen umzugehen sei, eine neue Richtung geben – weg von der Endlagerung, hin zur Wiederaufbereitung. Eine solche Anlage, erklärte der technikbegeisterte Strauß, sei „nicht gefährlicher, als eine Fabrik, die Fahrradspeichen herstellt.“
Als Standort ausgewählt wurde Wackersdorf in der Oberpfalz, wo es ab 1985 nach einer ersten atomrechtlichen Teilgenehmigung zu gewalttätigen Protesten kam. Die „politische Drecksarbeit“ im Umgang mit den Protesten (so der Biograf der Familie Strauß Werner Biermann) überließ er dem Staatssekretär im bayerischen Innenministerium Peter Gauweiler. Der Landrat des Landkreises Schwandorf Hans Schuierer machte von seinem Remonstrationsrecht Gebrauch und verweigerte den Unterlagen im Planungsverfahren seine Unterschrift. Strauß sah darin einen „Sabotageversuch“ und ließ am 23. Juli 1985 das Bayerische Verwaltungsverfahrensgesetz ändern: Die sogenannte Lex Schuierer erlaubt der Staatsregierung, anstelle des zuständigen Landrats Entscheidungen zu treffen, falls dieser sich einem Vorhaben widersetzt, das sie für notwendig erachtet. Auf dieser Rechtsgrundlage genehmigte sie am 11. November 1985 an Schuierers statt die Planungsunterlagen; ab dann wurde die Lex Schuierer nie wieder angewandt.
Auch im Bayerischen Landtag wurde scharf über die WAA diskutiert, die SPD-Fraktion setzte einen Untersuchungsausschuss ein. Die Auseinandersetzungen gewannen noch einmal an Schärfe, nachdem im April 1986 in der Sowjetunion die Nuklearkatastrophe von Tschernobyl begonnen hatte. Am 14. Mai 1986 konzedierte Strauß im Landtag, es gebe ein Restrisiko, doch dürfe man deshalb keinen „Hexenprozess“ gegen die Kernenergie führen: Ein Verzicht auf sie würde die Industriegesellschaft destabilisieren und die Bundesrepublik würde auf „ein primitives Niveau“ zurückgeworfen. Wesentlich ausführlicher äußerte er sich am 17. Juli 1986 in einer zweistündigen Grundsatzrede vor dem Landtag, in der er aus finanziellen, außenhandelspolitischen und ökologischen Gründen für die Kernenergie warb, weil die Alternative umweltschädliche Braunkohlekraftwerke seien. Scharf setzte er sich mit den Protesten in Wackersdorf auseinander. Er behauptete, diese würden von „Berufsdemonstranten“ geführt und den Begriff des Widerstands missbrauchen.
Strauß trat im Wahlkampf vor den bayerischen Landtagswahlen am 29. September 1986 in Schwandorf in der Nähe der WAA-Baustelle auf und warb damit, dass die Region auf dem besten Weg sei, „die bedeutendste Rolle in der Energiepolitik der Bundesrepublik zu übernehmen“. Ohne Erfolg – im Landkreis Schwandorf verlor die CSU 14,3 Prozentpunkte. Das Direktmandat ging an den SPD-Politiker und WAA-Gegner Dietmar Zierer. Obwohl die WAA unpopulär war – selbst in konservativen Kreisen galt sie als ökologisch fragwürdig –, verlor die CSU bei den Wahlen insgesamt nur 2,5 Prozentpunkte. Der Strauß-Biograph Peter Siebenmorgen schrieb 2017, dies sei eine „beeindruckende Legitimationsgrundlage“ für das Projekt gewesen.
Strauß gilt als der überzeugteste und wohl auch aggressivste Befürworter der WAA. Sein Einsatz blieb indes vergeblich: Der Bayerische Verwaltungsgerichtshof erklärte im April 1987 die Teilgenehmigung für nichtig und hob im Januar 1988 auch den WAA-Bebauungsplan auf.
Strauß’ Tod am 3. Oktober 1988 verringerte die Aussichten des juristisch angeschlagenen Projekts auf Verwirklichung weiter; hinzu kam die in der Staatskanzlei durchaus wahrgenommene Gefahr, dass ein Beharren auf dem Weiterbau die CSU Wählerstimmen kosten würde. Das Kabinett Streibl I gab das Vorhaben 1989 auf.

### Akte des Ministeriums für Staatssicherheit
Nach Informationen des Magazins Focus aus dem Jahr 2000 soll das Bayerische Landesamt für Verfassungsschutz Anfang 1990 von Überläufern aus dem Ministerium für Staatssicherheit umfangreiche Dossiers der Stasi über westdeutsche Politiker, unter anderen auch Strauß, erworben haben. Hubert Mehler, damals Chef des bayerischen Verfassungsschutzes, habe zum Schutz von Strauß’ Ansehen dessen Stasi-Akten angekauft und in Absprache mit der Regierung (Kabinett Streibl I) vernichten lassen.

### Kabinette
- Kabinett Adenauer II – Adenauer III – Adenauer IV – Adenauer V
- Kabinett Kiesinger
- Kabinett Strauß I – Strauß II – Strauß III

## Strauß und der Konservatismus
Strauß wurde und wird verbreitet als typischer Konservativer wahrgenommen – der Vorsitzende der Konrad-Adenauer-Stiftung, Hans-Gert Pöttering, nennt ihn gar einen „Vorzeige-Konservativen“. Diese Wahrnehmung wurde mitgeprägt durch die engen Kontakte, die Strauß lange zu Konservativen und Rechtsintellektuellen wie Giselher Wirsing, Marcel Hepp, Günter Rohrmoser und nicht zuletzt Armin Mohler pflegte, der in den 1970er Jahren für Strauß als Redenschreiber tätig war. Horst Möller glaubt, dass diese Wahrnehmung aber zu kurz greift. So habe sich Strauß stets dagegen gewandt, schlicht am Überkommenen festzuhalten. Seine eigene Haltung gehe aus der Rede hervor, die er am 4. November 1972 auf dem CSU-Parteitag hielt:

„Denn bei uns ging es nicht nur darum, etwas Bestehendes zu erhalten und zu polieren, bei uns ging es darum, aus dem größten Trümmerhaufen aller Zeiten […] eine neue Ordnung in Freiheit, Recht und menschlicher Würde und in materiellem Wohlstand zu schaffen.“

Bereits vier Jahre zuvor hatte er das oft zitierte Diktum geprägt, konservativ sein heiße, „an der Spitze des Fortschritts marschieren.“ Der Politikwissenschaftler Sven-Uwe Schmitz deutet dieses Zitat so, dass Strauß nur den technischen Fortschritt gemeint habe, nicht eine umfassende Modernisierung des Landes. Seine rechtskonservativen Freunde wandten sich im Laufe der Zeit enttäuscht von Strauß ab – Hepp und Mohler schrieben ihm sogar zornige Abschiedsbriefe.

## Privates

### Ehe und Beziehung
Am 4. Juni 1957 heiratete Strauß in der Klosterkirche in Rott am Inn Marianne Zwicknagl (1930–1984). Der damalige Verteidigungsminister hatte die 15 Jahre jüngere Marianne Zwicknagl auf einem Faschingsball in München kennengelernt. Sie heirateten wenige Monate später. Zwicknagl war Diplom-Volkswirtin und Tochter eines erfolgreichen Brauunternehmers aus der Provinz in Rott am Inn. Marianne Strauß zog zunächst zu Franz Josef nach Bonn; aus der Ehe gingen die Söhne Max (* 24. Mai 1959) und Franz Georg (* 5. Mai 1961) sowie die Tochter Monika (* 2. Juli 1962) hervor.
Mitte der 1960er Jahre zog sie mit den Kindern nach Rott am Inn. Dort hatten sie eine großzügige Wohnung im ehemaligen Kloster erworben, wohin ihr Mann am Wochenende kam. Marianne Strauß verwaltete das Vermögen der Familie, wobei sie von ihrem früheren Kommilitonen Reinhold Kreile juristisch unterstützt wurde. Kreile konstruierte 1964 für das Ehepaar Strauß die Treuhandgesellschaft Eureco.
Nach dem Tod seiner Frau bei einem Verkehrsunfall 1984 war Strauß vom Sommer 1986 bis zu seinem Tod mit Renate Piller verlobt.

### Privatpilot
Strauß war ein leidenschaftlicher Privatpilot. Kurz nach seinem 53. Geburtstag, 1968, machte er den Pilotenschein für einmotorige Propellerflugzeuge, später auch für mehrmotorige Propellermaschinen sowie für Turboprop-Flugzeuge. Neben dem Privatpilotenschein (PPL) hatte er eine Instrumentenflugberechtigung. Seine bevorzugten Flugzeuge waren eine Beechcraft Queen Air und eine Beechcraft King Air.
Strauß hatte als Verteidigungsminister (1956–1962) eine Do 28 A-1 (Luftfahrzeugkennzeichen CA+041) der Flugbereitschaft des BMVg als Dienstflugzeug.
Am 28. Dezember 1987 landete Strauß als Pilot eine zweistrahlige Cessna Citation II auf dem eigentlich wegen Schneetreibens gesperrten Flughafen Moskau-Scheremetjewo, da er nicht mehr genügend Reservetreibstoff an Bord hatte, um den empfohlenen Ausweichflughafen Minsk anzufliegen. Mit an Bord waren neben Strauß sein jüngerer Sohn Franz Georg sowie Theo Waigel, Edmund Stoiber, Gerold Tandler und Wilfried Scharnagl. Das Flugzeug bekam Strauß bei Bedarf vom Rosenheimer Fleischgroßhändler Josef März zur Verfügung gestellt.
Im Sommer 1988 (knapp eineinhalb Jahre nach der Bundestagswahl 1987) startete Strauß eine Initiative zur Aufhebung der Mineralölsteuer für Flugbenzin (AvGas). Der Spiegel titelte: „Strauß erpresst Kohl – der Flugbenzin-Skandal“. Die Initiative blieb erfolglos.
Im November 1990 wurde beschlossen, den neuen Flughafen München nach Franz Josef Strauß zu benennen.
Durch die Amigo-Affäre wurde unter anderem bekannt, dass Strauß von dem millionenschweren Steuerflüchtling Eduard Zwick (1921–1998) Flugzeuge mit Luftfahrzeugkennzeichen wie D-FJSX oder D-EWKX gestellt bekommen hatte. Die Buchstabenfolge D-EWKX stand für „Er wird Kanzler“.

### Sonstiges Engagement und Mitgliedschaften
In seiner Jugend war er als Radsportler im Verein RC Amor München aktiv und wurde 1934 süddeutscher Straßenmeister. Strauß war Mitglied der katholischen Studentenverbindung KDStV Tuiskonia München im CV. und Familiare im Deutschritterorden (FamOT). Seit 1965 war Strauß Vereinsmitglied des FC Bayern München und unterstützte den Verein bei finanziellen Problemen politisch. 1967 trat er in den Lions Club München-Grünwald ein und wirkte 1968 an der Gründung des neuen Lions Club München-Bavaria mit.

## Tod und Beisetzung
Strauß war bereits länger gesundheitlich angeschlagen. 1972 wurde bei ihm Typ-2-Diabetes diagnostiziert.
Am 1. Oktober 1988 besuchte Strauß zunächst das Oktoberfest und flog anschließend mit einem Hubschrauber in die Nähe von Regensburg zum Jagdschloss Aschenbrennermarter, um an einer von Johannes von Thurn und Taxis veranstalteten Hirschjagd teilzunehmen. Kurz nach dem Verlassen des Hubschraubers brach er gegen 16 Uhr mit einem Schlaganfall bewusstlos zusammen. Er wurde ins nächste Krankenhaus gefahren, das Regensburger Krankenhaus der Barmherzigen Brüder; allein die Transportdauer hatte aber bereits irreparable Hirnschädigungen verursacht. Im Krankenhaus wurde eine Notoperation versucht; er erlangte das Bewusstsein jedoch nicht wieder und erlag am 3. Oktober 1988 um 11:45 Uhr im Alter von 73 Jahren einem Multiorganversagen.
Am 4. Oktober wurde Strauß’ Leichnam in der St.-Pius-Kapelle des Krankenhauses aufgebahrt und am 5. Oktober nach München überführt, wo er im Prinz-Carl-Palais als Sitz des Ministerpräsidenten öffentlich aufgebahrt wurde. Am selben Tag fand im Bayerischen Landtag eine Trauerfeier statt. Am 7. Oktober zelebrierte Friedrich Kardinal Wetter das Pontifikalrequiem für Strauß in der Frauenkirche, das auch auf den Marienplatz übertragen wurde, wo über 15.000 Trauergäste teilnahmen. Danach folgte ein Staatsakt in der Münchner Residenz. Auf einer Lafette wurde der von einer bayerischen Fahne bedeckte Sarg über den Odeonsplatz zum Siegestor gefahren. Der Trauerzug war einer der größten in der Geschichte der Stadt München. Die Beisetzung durch Joseph Kardinal Ratzinger erfolgte dagegen im engsten Familienkreis am 8. Oktober in Rott am Inn.

## Ehrungen und Auszeichnungen

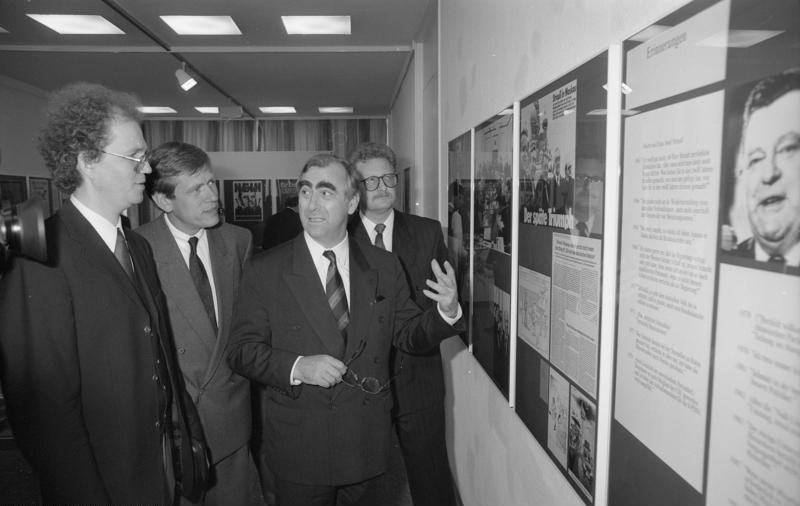
1990 besucht der CSU-Vorsitzende Theo Waigel eine Ausstellung über Franz Josef Strauß in der Landesvertretung Bayerns in Bonn.

Strauß erhielt zahlreiche in- und ausländische Ehrungen:
- Eisernes Kreuz 2. Klasse
- Kriegsverdienstkreuz 2. Klasse
- Verwundetenabzeichen in schwarz
- Allgemeines Sturmabzeichen[133]
- 1957: Großkreuz des Verdienstordens der Italienischen Republik
- 1958: Großkreuz des Verdienstordens der Bundesrepublik Deutschland
- 1959: Bayerischer Verdienstorden
- 1959: Großkreuz der Militärverdienstmedaille von Portugal
- 1960: Großkreuz des belgischen Kronenordens
- 1960: Großkreuz des Ordens Georg I. von Griechenland
- 1960: Großkreuz des Ordens von Oranien-Nassau
- 1961: Großkreuz des Christus-Ordens von Portugal
- 1962: Großoffizierkreuz des Ordens der Ehrenlegion
- 1962: Großkreuz des Ordens des Hl. Papstes Silvester
- 1962: Großkreuz des nationalen Verdienstordens von Ecuador
- 1967: Großoffizierkreuz des Nationalordens der Republik Elfenbeinküste
- 1967: Homayoun-Orden von Iran 1. Klasse
- 1968: Großkreuz des Verdienstordens Nigers
- 1977: Karl-Valentin-Orden
- 1978: Großkreuz des Ordens des Jordanischen Sterns
- 1978: Komturkreuz des Ordre National de l’Etoile Equatoriale von Gabun
- 1979: Großkreuz des liberianischen Ordens Stern von Afrika
- 1979: Großkreuz des Ordens der Republik von Tunesien
- 1979: Großkreuz des schwedischen Nordsternordens
- 1981: Grand Officer of the Legion of Merit von Rhodesien (Annahme untersagt, da Rhodesien nicht diplomatisch anerkannt war)
- 1981: Großoffizierkreuz des Order of the Lion of Malawi
- 1982: Großes Goldenes Ehrenzeichen am Bande für Verdienste um die Republik Österreich
- 1982: Europäischer Karlspreis der Sudetendeutschen Landsmannschaft
- 1983: Großoffizierkreuz des „Ordre du Mono“ von Togo
- 1983: Großkreuz des Ordens der Guten Hoffnung von Südafrika
- 1984: Bayerische Verfassungsmedaille in Gold
- 1985: Großkreuz des Ehrenzeichens des Landes Salzburg
- 1986: Orden Gorkha-Dakshia Bahu von Nepal 1. Klasse
- 1986: Großkreuz des Ordens „Isabel la Catolica“ von Spanien
- 1987: Schlesierschild der Landsmannschaft Schlesien
- 1988: Ehrenplakette des Bundes der Vertriebenen
- 1989: Orden wider den tierischen Ernst des Aachener Karnevalvereins, postum

### Ehrendoktorwürde
Zwischen 1962 und 1985 wurden ihm die Ehrendoktorwürden der Universitäten Cleveland und Kalamazoo (1962), Chicago (1964), Detroit (1965), Santiago de Chile (1977), Dallas (1980), Maryland (1983) sowie München (1985) verliehen.

### Ämter
- Vorsitzender des Aufsichtsrates der Airbus GmbH ab März 1970
- Vorsitzender des Aufsichtsrates der Airbus Industrie ab Dezember 1970[135]
- Mitglied des Aufsichtsrates der Diehl Gruppe
- Mitglied des Aufsichtsrates der Deutsche Lufthansa AG[136]
- Mitglied des Aufsichtsrates der Siemens AG

### Ehrenbürgerwürde
- Strauß war Ehrenbürger von München (ab 1981), Regensburg (ab 1985) und Rott am Inn sowie von Chicago und Izmir.

### Namensgebung
- In Passau, wo er ab 1975 als CSU-Vorsitzender in der Nibelungenhalle am politischen Aschermittwoch seine Rede gehalten hatte, wurde die neue Donaubrücke im Westen der Stadt nach ihm benannt, ebenso gibt es in Nürnberg eine Franz-Josef-Strauß-Brücke.
- 1990 erschien eine 2-DM-Münze mit dem Konterfei von Strauß auf der Rückseite, 1995 eine Sonderbriefmarke zum achtzigsten Geburtstag.
- Am 17. Mai 1992 wurde der neuerbaute Flughafen München (MUC) nach Franz Josef Strauß benannt.
- In München wurde der Teil des Altstadtringes, an dem die neue Staatskanzlei steht, Franz-Josef-Strauß-Ring genannt, sodass der bayerische Ministerpräsident am Franz-Josef-Strauß-Ring Nr. 1 residiert.
- In Regensburg wurde eine parallel zur A3 verlaufende Straße zwischen dem Autobahnkreuz Regensburg (Ausfahrt 99) und der BAB-Ausfahrt Regensburg-Burgweinting (Ausfahrt 100B) nach ihm benannt. Diese Straße verbindet die Stadtrandgemeinde Pentling mit der ehemaligen Bundesstraße 15. Sie führt vorbei am Universitätsklinikum Regensburg.
- Die Kaserne der Luftlande- und Lufttransportschule (LL/LTS) der Bundeswehr in Altenstadt wurde 1993 nach ihm benannt.
- Die Hanns-Seidel-Stiftung verleiht seit 1996 den Franz Josef Strauß-Preis.
- Am Flughafen und in der Nähe des Airbusgeländes in Toulouse liegt die Rue Franz Joseph Strauss.
- In der albanischen Hauptstadt Tirana gibt es im Viertel Xhamlliku einen Sheshi Shtraus (Strauß-Platz), in der Stadt Lezha eine nach ihm benannten innerstädtische Straße, die Rruga Franz Josef Strauß.

## Veröffentlichungen
- Entwurf für Europa. Seewald, Stuttgart 1966.
- Bundestagsreden. Hrsg. Leo Wagner. Verlag AZ Studio, Bonn 1968.
- Herausforderung und Antwort. Ein Programm für Europa. Seewald, Stuttgart 1968.
- Die Finanzverfassung. Olzog, München, Wien 1969.
- Der Weg in die Finanzkrise. Bonn 1972.
- Mut zur Freiheit. Dankesrede anlässlich der Verleihung des Konrad-Adenauer-Preises 1975. Hrsg. Karl Steinbruch.
- Deutschland deine Zukunft. Busse-Seewald Verlag, Stuttgart 1975, ISBN 3-512-00393-1.
- Der Auftrag. Stuttgart 1976.
- Signale. Beiträge zur deutschen Politik 1969–1978. München 1978.
- Gebote der Freiheit. Verlag Gruenwald, München 1980, ISBN 3-8207-0137-0.
- Verantwortung vor der Geschichte. Beiträge zur deutschen und internationalen Politik 1978–1985. München 1985.
- Auftrag für die Zukunft. Beiträge zur deutschen und internationalen Politik 1985–1987. Schulz, Percha, Kempfenhausen 1987.
- Die Erinnerungen. postum. Siedler, Berlin 1989, ISBN 3-88680-682-0.

## Filme
- Der Kandidat Stefan Aust, Alexander Kluge, Volker Schlöndorff, Alexander von Eschwege; Dokumentarfilm zur Bundestagswahl 1980